# Alfonso Pedraza
Alfonso Pedraza Sag (San Sebastián de los Ballesteros, 9 de abril de 1996) é um jogador de futebol profissional espanhol que atua como lateral-esquerdo e meio-campista no Villarreal e na seleção da Espanha.
Formado no Villarreal, ele passou a jogar como profissional pelo clube, assim como no Lugo, Leeds United, Alavés e Betis. Além de ter vencido a Liga Europa de 2020–21 com o Villarreal, Pedraza também venceu a Eurocopa Sub-19 de 2015 e a Eurocopa Sub-21 de 2019 com a Espanha, até estrear na seleção principal em 2023.

## Carreira
Nascido na província de Córdova, na Andaluzia, Pedraza se juntou à equipe juvenil do Villarreal em 2011, aos 15 anos.
Pedraza fez sua estreia no time B em 11 de janeiro de 2015, entrando no segundo tempo no empate fora de casa por 2–2 contra o Reus Deportiu. Ele marcou seu primeiro gol em 1 de março, o único do jogo em uma vitória em casa sobre o Atlético Baleares.
Em 5 de abril de 2015, depois de já ser titular do time B e ser convocado para o elenco principal pelo técnico Marcelino, Pedraza fez sua estreia profissional – e na La Liga –, substituindo Jonathan dos Santos aos 72 minutos de um empate por 0–0 com o Valencia, no Dérbi da Comunidade. Em 28 de julho de 2016, ele foi emprestado por um ano ao Lugo, da segunda divisão, fazendo seu primeiro gol profissional em 21 de agosto, marcando o primeiro em um empate fora de casa por 2–2 com o Gimnàstic. Ele terminou a temporada com seis gols e oito assistências.
Em 31 de janeiro de 2017, Pedraza se juntou ao Leeds United por empréstimo até o final da temporada, com o Villarreal tendo que pagar uma multa de 300.000 libras por interromper o contrato de empréstimo com o Lugo. O acordo com o time inglês incluía uma opção de compra por 8,5 milhões de libras em maio, desde que conquistassem o acesso da Championship. Depois de jogar no banco em sua estreia, uma derrota por 2–1 para o Huddersfield Town, ele marcou seu primeiro gol em 3 de março em uma vitória por 3–1 fora de casa sobre o Birmingham. Como o Leeds ficou em sétimo lugar, Pedraza retornou ao Villarreal.
Em 5 de julho de 2017, ainda com seu passe em propriedade do Villarreal, Pedraza assinou com o Alavés por um ano com opção de compra. Ele marcou seu primeiro gol na primeira divisão espanhola em 21 de janeiro de 2018, colocando os donos da casa à frente por 2–0 em um eventual empate em casa por 2–2 com o Leganés.
Ao retornar do empréstimo, Pedraza foi regularmente escalado como lateral-esquerdo pelo técnico Javier Calleja e foi definitivamente incluído no primeiro time do Villarreal. Em 4 de novembro de 2018, ele marcou seu primeiro gol pelo clube para empatar em casa por 1–1 contra o Levante no clássico local. No dia 14 de fevereiro, ele marcou o único gol da vitória sobre o Sporting aos três minutos, nas oitavas de final da Liga Europa.
Em 16 de julho de 2019, Pedraza foi para o Betis por um empréstimo de um ano com opção de compra. De dezembro a março, ele teve que enfrentar lesões musculares e no tendão de Aquiles, o que interrompeu sua continuidade jogando com o Betis. Seu único gol pelo time sevilhano aconteceu em 8 de julho de 2020, em uma vitória em casa por 3–0 sobre o Osasuna, que garantiu mais uma temporada dos béticos na primeira divisão. Em 24 de setembro, ele estendeu seu contrato com o Villarreal até 2025, após ter seu papel na equipe garantido pelo novo técnico Unai Emery.

### Carreira internacional
Em 2015, Pedraza fez parte da seleção sub-19 da Espanha que venceu a Eurocopa da categoria. Ele ganhou sua primeira convocação para o sub-21 em 24 de março de 2016 do ano seguinte, entrando no lugar de Dani Ceballos no início do segundo tempo na derrota em casa por 3–0 contra a Croácia nas eliminatórias para a Eurocopa de 2017 da categoria. Na edição de 2019 da mesma competição, ele jogou na vitória por 2–1 na fase de grupos sobre a Bélgica, até eventualmente se tornar campeão do torneio.
Pedraza fez sua estreia pela seleção principal em 15 de outubro de 2023, jogando dez minutos como ponta-esquerda na vitória por 1–0 sobre a Noruega, em partida válida pelas eliminatórias da Eurocopa de 2024, substituindo Ferran Torres.

## Estilo de jogo
Pedraza joga principalmente como ponta-esquerda, mas também pode atuar no flanco oposto cortando para dentro ou como atacante. Seu estilo de jogo foi comparado ao de Gareth Bale devido à sua velocidade de corrida com a bola, bem como sua força e capacidade de enfrentar os defensores.
O comentarista esportivo espanhol Guillem Balagué descreveu Pedraza ao assinar pelo Leeds: "É uma das transferências mais emocionantes da janela de inverno... Ele tem 20 anos e se espelha em Denis Cheryshev - um ponta que vai para a frente e trabalha muito duro. E ele é um artilheiro".

## Títulos
Villarreal
- Liga Europa: 2020–21[2]

Espanha Sub-19
- Eurocopa Sub-19: 2015[26]

Espanha Sub-21
- Eurocopa Sub-21: 2015[2]

Individual
- Time da temporada da Liga Europa: 2020–21[33]